# Злобін Микола Миколайович
Микола Миколайович Злобін (14 серпня 1874–1933) — український державний і військовий діяч. Капітан 1 рангу. Останній Міністр морських справ Української Народної Республіки (24.04.1919-24.09.1919).

## Біографія
Народився 14 серпня 1874 року. Закінчив Морський корпус.
У 1891 році розпочав військову службу на Балтійському флоті. Мічман (15.09.1894). Лейтенант (18.04.1899). Капітан 2-го рангу (6.12.1908). Капітан 1-го рангу (30.07.1916). Перебував в закордонних плаваннях на: морехідних канонерських човнах: «Чорноморець» (1898—1899), «Кубанець» (1902). Командував міноносцями: «Живучий» (1907—1908), «Свірєпий» (15.12.1908-05.11.1909). Старший офіцер транспорту «Волхов» (1910—1911). З 1912—1917 рр. командував річковим канонерським човном «В'юга» на Амурі. Капітан 1-го рангу (30.07.1916).
На початку 1918 року прибув до Києва де займав ряд посад в Міністерстві морських справ уряду УНР. З 24 квітня 1919 по 24 вересня 1919 — Міністр морських справ УНР в уряді Бориса Мартоса.
Як міністр, займався формуванням дивізії морської піхоти, організацією її бойового вишколу і підготовки для боїв за визволення України. Спільно з Святославом Шрамченком, сформував 1-й Гуцульський полк морської піхоти на Покутті. А разом з Михайлом Білинським 24 липня приступив до формування другого полку в Кам'янець-Подільському. 29 липня капітан 1 рангу Злобін, провів міністерську інспекцію новоствореного Гуцульського полку морської піхоти, своїм наказом увів його в дивізію Морської піхоти, яку включив до складу армійської групи генерала Михайла Омеляновича-Павленка.
В влітку 1919 року Рішенням уряду Міністерство морських справ УНР було ліквідовано і наказом по Морському міністерству № 333 від 24 вересня 1919 року перетворили його на Головне управління Військово-Морського флоту загальновійськового міністерства, а з 20 березня 1920 року — в Головну Воєнно-Морську Управу, яку послідовно очолював Микола Злобін.
У квітні 1920 р. Микола Злобін бере участь у наступі українсько-польських військ на Київ. Після звільнення Києва 7 травня в уряді УНР Начальник Морських сил контр-адмірал Михайло Остроградський наказав, для захисту мостів і переправ через Дніпро, сформувати Дніпровську воєнну флотилію і флотський напівекіпаж.
Очолив флотський напівекіпаж капітан 1 рангу Микола Злобін. Та йому не вдалося завершити формування флотського екіпажу. 5 червня кінна армія Семена Будьонного прорвала фронт у районі Канів — Біла Церква.
З флотського напівекіпажу було сформовано курінь морської піхоти. У перші дні червня, на базі цього куреню сформували екіпаж бронепоїзда «Чорноморець». 21 листопада Микола Злобін з екіпажем бронепоїзда прикривав відступ українських військ за Збруч. Після поразки українських визвольних змагань Микола Злобін знаходився у польських таборах. У 1933 році помер в еміграції.

## Нагороди та відзнаки
- Срібна медаль в пам'ять царювання Олександра III (1896),
- Турецький орден Османіє 4-ї степені (1899),
- Турецька срібна медаль (1904),
- Світло-бронзова медаль в пам'ять 300-річчя царювання дому Романових (1913)
- Медаль в пам'ять 200-річчя Гангутської перемоги (1915).

## Сім'я
- Дружина — Олександра Семенівна Бобрикова.